# Rotace Země

Animace zemské rotace okolo skutečné rotační osy (36000× zrychleno)

Rotace Země je pohyb planety Země kolem její vlastní osy, tedy kolem pomyslné přímky spojující severní a jižní zeměpisný pól. Země rotuje směrem k východu, z pohledu Polárky jde o pohyb proti směru hodinových ručiček. Jedna otočka trvá 23 hodin, 56 minut a 4 sekundy (tj. 1 siderický den).

## Charakteristiky zemské rotace

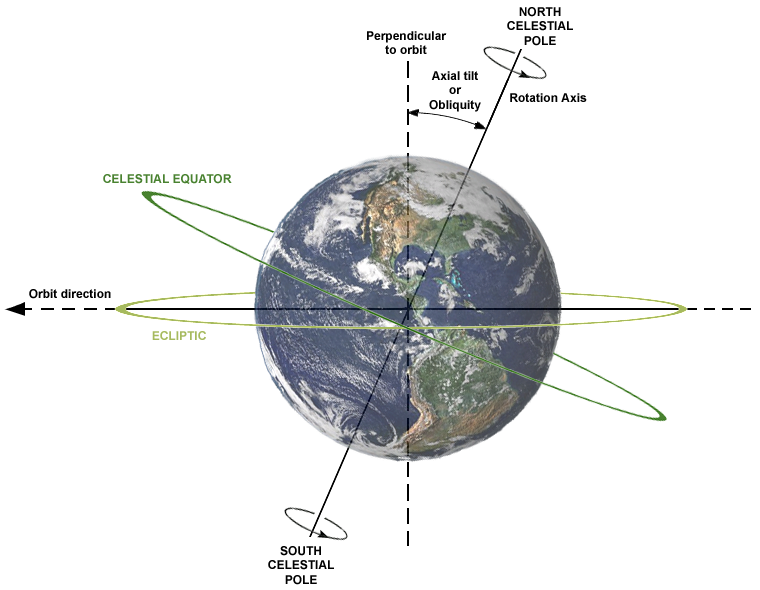
Sklon osy rotace Země při jarní rovnodennosti

Z fyzikálního hlediska se Země chová jako obří setrvačník.

### Osa rotace
Země rotuje kolem zemské osy, která kromě zemských pólů v prodloužení protíná nebeské póly na pomyslné nebeské sféře. Sklon rotační osy od kolmice na ekliptiku je asi 23,5°. Působením různých vlivů se však sklon osy mění a to v důsledku dvou pohybů nazvaných precese zemské osy a nutace. Polohu zemské osy mohou také pozměnit silná zemětřesení. Např. zemětřesení v Japonsku v roce 2011 ji vychýlilo asi o 16 cm.

### Změny rychlosti rotace

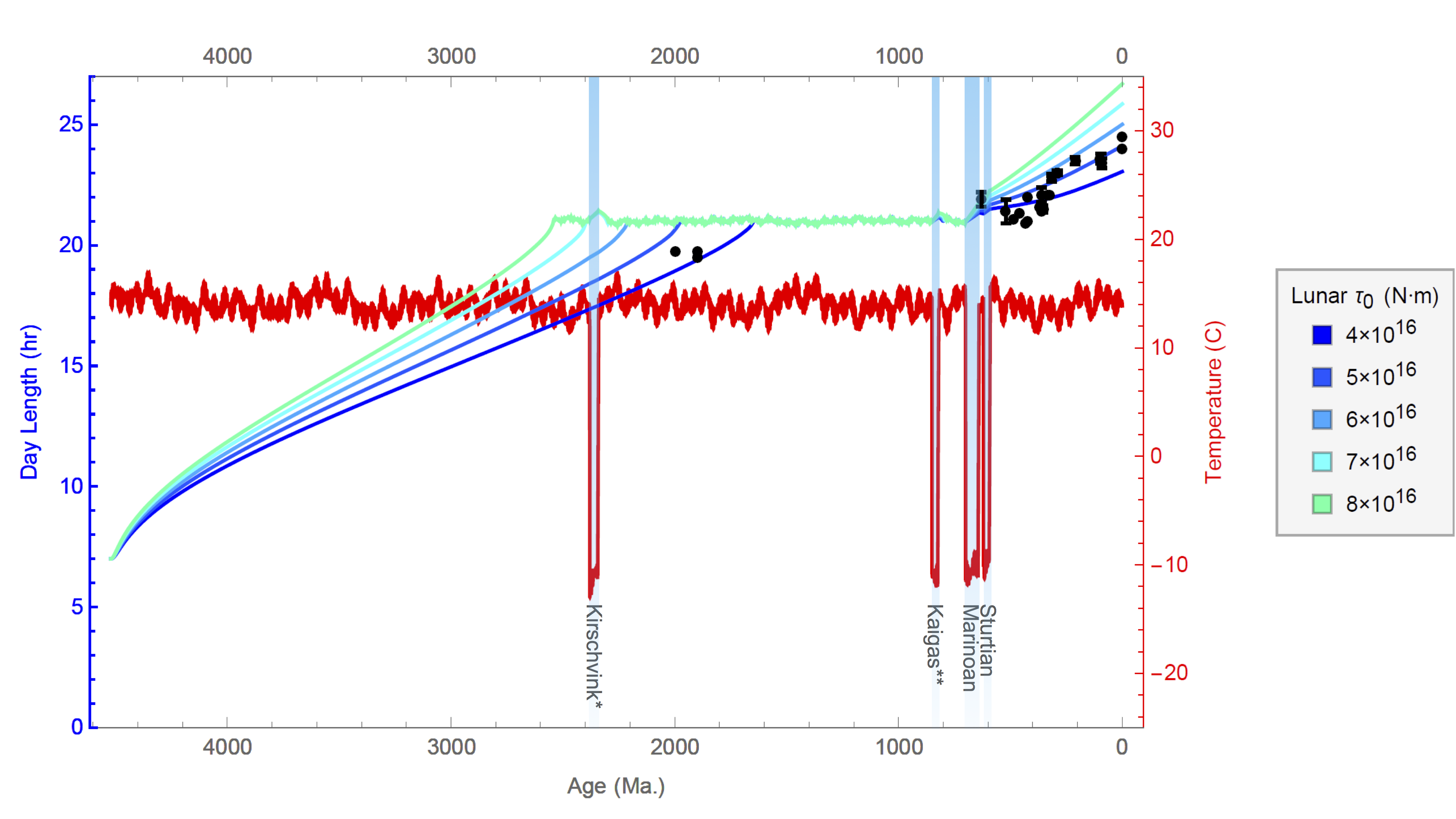
Simulace změny délky dne během historie Země.

Analýzou starých astronomických záznamů z dob 700 př. n. l. až 1600 n. l. doplněných o novější údaje se zjistilo, že za posledních 2700 let se prodlužovala střední délka dne v průměru o 0,0017 sekundy za století. Jde o kombinaci dvou vlivů. Jednak výměny momentu hybnosti mezi Zemí a Měsícem - Země je zpomalována o 0,0023 s za století, přičemž se Měsíc vzdaluje o 3,8 cm za rok. A za druhé jde o  zvětšování zploštění Země kvůli úbytku ledovců z vysokých zeměpisných šířek po poslední době ledové zesílené následným přesunem této táním vzniklé vody do oblasti rovníku. Nárůst zploštění vede ke zvětšení momentu setrvačnosti. Protože moment hybnosti zůstává zachován, dochází ke zpomalení rotace – podobně jako když baletka v piruetě zpomalí svoji rotaci rozpažením.
Současné hodnoty zpomalování zemské rotace nicméně nejde jednoduše promítnout do minulosti, neboť na rychlost rotace má vliv i v geologických dobách proměnlivé rozložení hmoty Země (např. v důsledku pohybu kontinentů) a jejího chemického složení a tím její viskozity a elastičnosti. V době před miliardou let byl podle různých modelů Měsíc 46–51 zemských poloměrů daleko (oproti dnešním 60) a délka dne činila 14–16 hodin.[zdroj?] Před 500 miliony let byla délka dne mezi 21 a 22 hodinami, před 75 až 72 miliony let (období kampánu) přibližně 23,5 hodiny. V budoucnu se bude dál Měsíc od Země vzdalovat a proto bude zpomalovat zemskou rotaci čím dál méně, neboť slapové síly budou slabší a tedy i přenos momentu hybnosti bude nižší. Za asi 500 milionů let bude vzdálenost Měsíce činit 62 zemských poloměrů a den se prodlouží na 26 hodin.

## Důsledky rotace
Zdánlivý pohyb nebeských těles na obloze se jeví jako pohyb směrem na západ o rychlosti 15°/h = 15'/min, tedy přibližně o sluneční průměr každé dvě minuty. 

### Fyzikální důsledky
Rotace okolo vlastní osy vyvolává odstředivou sílu, jejímž působením vzniká vydutí na rovníku a v jeho důsledku zploštění na obou zemských pólech. Vlivem odstředivé síly je na rovníku menší tíha než na pólech.
Vzhledem ke své hmotnosti má Země vlivem setrvačnosti velkou kinetickou energii, resp. moment setrvačnosti a chová se jako veliký setrvačník. Na zemském povrchu se rotace projevuje jako (zdánlivá) Coriolisova síla, která má velký vliv zejména na globální proudění vzduchu v zemské atmosféře a dále i na pohyb vody ve světových oceánech resp. na mořské proudy.

### Biosféra
Střídání dne a noci, tedy světla a tmy spolu s kolísáním teploty, mělo a má zásadní význam pro adaptaci téměř veškerého života na Zemi. Výjimku tvoří pouze organismy, které se slunečním světlem nepřicházejí do styku. Zelené rostliny například ve dne využívají světla pro růst v noci pak zesilují dýchání. Někteří živočichové se např. specializovali na lov v noci, třeba lepším viděním v noci.

### Časová pásma
Vlivem rotace Země kolem své osy se neustále posunuje oblast Sluncem osvětlená a oblast od Slunce odkloněná, což se pozemským pozorovatelům projevuje jako střídání dne a noci, ovšem na různých místech v různou dobu, takže každý z nich má jiný astronomický čas. Ovšem čas na hodinkách bylo potřeba oblastně sjednotit. Z tohoto důvodu vznikla mezinárodní dohoda, která rozdělila celý zemský povrch dle poledníků na 24 časových pásem po 15°. Pásmový čas, který je v celém pásmu stejný a v každém pásmu jiný, se počítá dle hodnoty na středním poledníku daného pásma, tedy pro poledníky 0°, 15°, 30° atd. Tento pásmový čas (=místní z hlediska daného místa) bývá doplněn názvem, slovně nebo zkratkou (například SEČ). Nebo také uvedením posunu daného časového pásma vzhledem ke koordinovanému světovému času UTC. Posun je určen většinou celistvým počtem hodin a znaménkem buď plus nebo minus, třeba SEČ = UTC + 1 hod.

## Poznámka
Rotace Země je složitý geofyzikální proces, který je ovlivněn celou řadou dalších fyzikálních, geofyzikálních a astrofyzikálních jevů a procesů: například: slapovými silami Slunce a Měsíce, změnami ve zploštění na zemských pólech, pohyby magnetických pólů, procesy probíhajícími uvnitř zemského jádra a pláště, precesním pohybem Země a s ním spojenou nutací zemské osy, pohyby kontinentů a tektonických desek apod.